# Sebastián Viberti
Sebastián Humberto Viberti Irazoki (El Crispín, Córdoba, 5 de mayo de 1944 - Córdoba, 24 de noviembre de 2012) fue un futbolista y entrenador argentino.
Como futbolista desarrolló la mayor parte de su carrera en los clubes Huracán (1963-1969) y C.D. Málaga (1969-1974). Se trataba de un volante de creación, ambidextro, vertical, algo lento, pero con buen manejo del tempo, que iba bien de cabeza, se sumaba con facilidad al ataque y ensayaba con frecuencia el pase largo.
Como entrenador, logró el ascenso a 1.ª División con el C.D. Málaga en la temporada 1978-79.

## Trayectoria

### Inícios
Su formación como futbolista empezó en las categorías inferiores del Talleres de Jesús María a los 11 años. En 1962 fichó por el San Lorenzo de Córdoba.

### Huracán
En 1963 lo contrató el Huracán, donde permaneció hasta el año 1969. Allí jugaría 116 partidos y marcaría 12 goles.

### C.D. Málaga
Viberti fichó por el Málaga en noviembre de 1969. El equipo, que tenía como objetivo el ascenso, había empezado mal la temporada y el presidente Antonio Rodríguez López —exitoso empresario de la construcción que asumió el cargo para promocionar sus negocios— optó por la contratación de una figura como modo de enderezar el rumbo. Viberti no era un desconocido, varios clubes españoles de Primera División lo pretendían, pero el Málaga fue el único que estuvo dispuesto a pagar lo que pedía el Huracán. Con todo, la negociación fue extraña, Rodríguez López, que no sabía nada de fútbol, exigió que el cordobés jugase un partido amistoso de prueba, algo que acabó aceptando a regañadientes; después de todo él ya tenía un nombre. La prueba, contra el Granada, la pasó con nota y el cuerpo técnico dio su visto bueno.
El 30 de noviembre de 1969 llegó el debut. No pudo ser más exitoso. El Málaga venció por 5 a 0 al Espanyol, uno de los gallitos de la categoría, con gol incluido de Viberti. El idilio con la afición fue inmediato. Encandilada con su buen juego, a los 10 minutos ya estaba coreando su nombre. Ese partido cambió radicalmente la tendencia negativa del equipo en el campeonato, que iniciaría una remontada que le llevaría al ascenso. Viberti acabó jugando 22 partidos y marcado 8 goles. Durante el resto de la temporada, solo se perdió un partido, ante el Sporting de Gijón, en el que el argentino estuvo ausente por lesión. La guinda la puso en el último encuentro en San Mamés, el del ascenso, ante el filial del Athletic de Bilbao. El Málaga comenzó encajando un gol, pero dos tantos de Viberti sirvieron para remontar. A su llegada a Málaga, la afición lo paseó a hombros.
Su primera campaña en la máxima categoría del fútbol español lo consagra como figura. Su juego vistoso llama la atención. La prensa habla del «Málaga de Viberti». El equipo logra el 9.º puesto, un éxito para un equipo que acaba de ascender. El argentino juega 24 partidos y marca 4 goles.
En el verano de 1971 Viberti pudo haber sido jugador del Real Madrid, pero el asesinato del presidente malaguista Antonio Rodríguez López en circunstancias que nunca pudieron ser aclaradas por la Justicia frustraron el fichaje. Según reconocería el propio jugador años después, había un precontrato en la caja fuerte del presidente. La venta estaba pactada con el club blanco por 25 millones de pesetas. El revuelo causado por el asesinato disuadió al Real Madrid de finalizar la operación. Mucho se habló en la época de los motivos que indujeron al mandatario blanquiazul a vender a Viberti. Los rumores apuntaban a que quería hacer caja antes de desvincularse del club. Sin embargo, las negociaciones iniciadas en paralelo para fichar a Marianín (goleador del Oviedo y futuro pichichi de Primera División) desarmaban esta hipótesis. Sea como fuere, después de este episodio el club remarcó el carácter intransferible de Viberti; Serrano Carvajal, el presidente sustituto, fue muy tajante al respecto.
La temporada 1971-72, ya con el nuevo presidente Serrano Carvajal, fue bastante exitosa, alcanzándose el 7.º puesto, un hito en la historia del club. Kalmar y Carmona Ros formaron un tándem como entrenadores. Viberti volvió a brillar con 25 partidos jugados y 5 goles.
Para la temporada 1972-73, el club contrató al técnico francés Marcel Domingo y ahí comenzaron los problemas para Viberti. Ambos tenían un fuerte carácter y acabaron chocando. Domingo era un entrenador que armaba equipos correosos, algo que no se adecuaba al juego del cordobés, poco dado a desgastarse en labores defensivas. La temporada fue buena, se llegó a la semifinal de la Copa del Generalísimo, un hito en la historia del club, y el equipo estuvo en la zona alta de la clasificación durante buena parte del campeonato, aunque quedó un regusto amargo porque, acusando el desgaste físico impuesto por el sistema de Domingo, el equipo de desvaneció en las 6 últimas jornadas (solo se lograron dos puntos), lo que alejó al club de las plazas europeas. Viberti jugó 22 partidos y marcó un gol.
La temporada 1973-74 fue la más amarga para Viberti. El desencuentro con Marcel Domingo fue total. La afición tomó partido por el argentino reclamando su presencia cada vez que no era alineado. En lo deportivo, volvió a repetirse el desvanecimiento del año anterior, en la jornada 28 el equipo estaba en tercera posición y se cayó a la séptima en las seis restantes. Viberti jugó 22 partidos y no se estrenó como goleador. Además, Vilanova parecía perfilarse como su sustituto. Al acabar la temporada, la dirección del club optó por dar la baja a Viberti y ofrecerle un puesto como técnico de las divisiones inferiores, lo cual aceptó en un primer momento. Al final, en sus 5 temporadas, jugó 134 partidos y marcó 21 goles.

### Gimnàstic de Tarragona
Durante el verano de 1974, la prensa no paró de publicar rumores sobre Viberti. Pese a que su declive era evidente, todavía era un jugador apreciado. El Elche y el Valencia mantuvieron contactos para ficharlo. Finalmente, un poco por sorpresa, el Gimnástico de Tarragona (después Nàstic), de 2.ª División, lo contrató por dos años, pagándole un salario muy por encima de lo normal en la categoría. En Gimnástico aspiraba al ascenso y pensó en Viberti como fichaje estrella del proyecto.
Viberti no logró triunfar en el equipo tarraconense. Jugó bastantes partidos, dejando bastantes destellos de su clase, pero la temporada fue mediocre y equipo acabó en puestos de promoción de descenso. A la conclusión del campeonato, la directiva y el jugador llegaron a un acuerdo para rescindir el contrato.

### Belgrano
Durante algún tiempo, mientras meditaba sobre su futuro, estuvo entrenando con el Reus Deportivo para mantener la forma. Se llegó incluso a rumorear su fichaje por dicho club, de 3.ª División, algo que él ni confirmó ni desmintió cuando la prensa le preguntó por el asunto. Algún tiempo después, volvió a Málaga. En diciembre de 1975 aceptó entrenar al C.D. Veleño de 1.ª Regional malagueña, donde permaneció unos meses. La experiencia fue efímera, a mediados de 1976, el técnico Pedro Dellacha lo convenció para que volviese a vestirse de corto. En el Belgrano jugaría 7 partidos y se retiraría definitivamente al final de la temporada.

## Reconocimientos
Por su trayectoria y contribución a la historia de dicho club, ha alcanzado la consideración de jugador mítico del C.D. Málaga. En Málaga hay una glorieta que lleva su nombre.
En un acto celebrado el 12 de marzo de 2013, el Málaga C.F. homenajeó a Viberti dando su nombre a la puerta número 5 del estadio de La Rosaleda. Durante la ceremonia, su hijo Martín Viberti agradeció al club el homenaje con unas emotivas palabras: «Este recuerdo se debe a que los malagueños siempre lo hicieron sentir un ídolo. Si algo fue mi padre es por el pueblo de Málaga».

## Clubes

### Como jugador
| Club                   | País      | Año       |
| ---------------------- | --------- | --------- |
| San Lorenzo (C)        | Argentina | 1962-1963 |
| Huracán                | Argentina | 1963-1969 |
| CD Málaga              | España    | 1969-1974 |
| Gimnàstic de Tarragona | España    | 1974-1975 |
| Belgrano               | Argentina | 1976      |

### Como entrenador
| Club                      | País      | Año       |
| ------------------------- | --------- | --------- |
| Belgrano                  | Argentina | 1977      |
| CD Málaga                 | España    | 1977-1980 |
| Belgrano                  | Argentina | 1981      |
| Estudiantes de Río Cuarto | Argentina | 1982      |
| Talleres                  | Argentina | 1986-1987 |

## Estadísticas
| Club                            | División      | Temporada     | Ligas | Ligas | Copas | Copas | Total | Total |
| Club                            | División      | Temporada     | Part. | Goles | Part. | Goles | Part. | Goles |
| ------------------------------- | ------------- | ------------- | ----- | ----- | ----- | ----- | ----- | ----- |
| Huracán Argentina               | 1.ª División  | 1963          | 5     | 0     | -     | -     | 5     | 0     |
| Huracán Argentina               | 1.ª División  | 1964          | 3     | 0     | -     | -     | 3     | 0     |
| Huracán Argentina               | 1.ª División  | 1965          | 18    | 2     | -     | -     | 18    | 2     |
| Huracán Argentina               | 1.ª División  | 1966          | 31    | 3     | -     | -     | 31    | 3     |
| Huracán Argentina               | 1.ª División  | 1967          | 22    | 3     | -     | -     | 22    | 3     |
| Huracán Argentina               | 1.ª División  | 1968          | 27    | 3     | -     | -     | 27    | 3     |
| Huracán Argentina               | 1.ª División  | 1969          | 15    | 0     | 5     | 1     | 20    | 1     |
| Huracán Argentina               | Total club    | Total club    | 120   | 11    | 5     | 1     | 125   | 12    |
| C.D. Málaga · España            | 2.ª División  | 1969-70       | 22    | 8     | -     | -     | 22    | 8     |
| C.D. Málaga · España            | 1.ª División  | 1970-71       | 24    | 4     | 6     | 1     | 30    | 5     |
| C.D. Málaga · España            | 1.ª División  | 1971-72       | 27    | 5     | 2     | 1     | 29    | 6     |
| C.D. Málaga · España            | 1.ª División  | 1972-73       | 22    | 1     | 6     | 1     | 28    | 2     |
| C.D. Málaga · España            | 1.ª División  | 1973-74       | 22    | 0     | 3     | -     | 25    | 0     |
| C.D. Málaga · España            | Total club    | Total club    | 117   | 18    | 17    | 3     | 134   | 21    |
| Gimnàstic de Tarragona · España | 2.ª División  | 1974-75       | 23    | 0     | 5     | 0     | 28    | 0     |
| Gimnàstic de Tarragona · España | Total club    | Total club    | 23    | 0     | 5     | 0     | 28    | 0     |
| Belgrano Argentina              | LCF*          | 1976          | 7     | 0     | -     | -     | 7     | 0     |
| Belgrano Argentina              | Total club    | Total club    | 7     | 0     | -     | -     | 7     | 0     |
| Total carrera                   | Total carrera | Total carrera | 267   | 29    | 27    | 4     | 294   | 33    |

Fuente: BDFutbol (España) y Globopedia (Argentina)
* Liga Cordobesa de Fútbol

## Selección nacional
Viberti formó parte de la Selección Argentina que disputó la Copa América de 1967. Jugó dos partidos, contra Venezuela y Chile —victorias argentinas por 5-1 y 2-0 respectivamente—, en los que sustituyó en la segunda parte a Ovejero, el exjugador del Atlético de Madrid.

#### Partidos[21][22]
| 25-1-1967 | Montevideo  | Argentina | 5-1 | Venezuela | Copa América 1967 |  |
| 28-1-1967 | Montevideo  | Argentina | 2-0 | Chile     | Copa América 1967 |  |
| 15-8-1967 | Santiago    | Chile     | 1-0 | Argentina | Amistoso          |  |
| 22-8-1967 | México D.F. | México    | 2-1 | Argentina | Amistoso          |  |